# 王世爵
王世爵（1484年—？），字君列，直隸大名府開州人，民籍，明朝政治人物。

## 生平
正德五年（1510年）庚午科順天府鄉試第四十三名舉人。正德十六年（1521年）中式辛巳科會試第一百六十二名，登第三甲第九十一名進士。嘉靖元年（1522年）選南京貴州道監察御史。

## 家族
曾祖王信，封刑部主事；祖父王聰；父王緒，監生。母袁氏。慈侍下。弟世俭、世清。